# Welcome Home Armageddon
Welcome Home Armageddon è il quinto album dei Funeral for a Friend, pubblicato il 14 marzo 2011. È l'ultimo con Ryan Richards alla batteria. Le canzoni Sixteen e Damned If You Do, Dead If You Don't apparivano anche sull'EP The Young and Defenceless, uscito l'anno prima.

## Concezione
Pur non essendo un concept album, le tematiche del disco hanno molto a che fare con l'ambiente e la situazione del nostro pianeta; già il titolo ne è esemplificativo: Welcome Home Armageddon indica l'inesorabilità dell'arrivo di un Armageddon che verrà a bussare alla porta di casa nostra, e sta dunque a noi decidere se accoglierlo oppure cercare di nasconderci da lui. Nei giorni dell'uscita dell'album si è peraltro verificata la crisi nucleare di Fukushima, una sorta di piccolo Armageddon o una sua anticipazione. Nei testi Matt ha cercato di convogliare la sua prospettiva sul futuro del pianeta Terra e quella di amici e persone con cui ha parlato di queste cose nel corso degli anni. Uno degli obiettivi dell'album vuole essere quello di aiutare le persone a sensibilizzarsi su questi temi.

## Copertina
La copertina del CD è strettamente connessa ai temi trattati dalle canzoni, e raffigura una famiglia-tipo, composta da madre, padre e due figli, rappresentati come degli scheletri: una "morte" che può essere letta tanto in senso fisico, come arrivo dell'Armageddon, quanto in senso metaforico, perché la maggior parte delle persone assiste passivamente e distrattamente alle vicende che accadono nel mondo, pensando che questo a loro non potrà mai succedere o che ciò che avviene sia troppo lontano nello spazio o nel tempo per preoccuparsene.

## Accoglienza
Le critiche sono state generalmente molto favorevoli per l'album, soprattutto in confronto ai due precedenti lavori della band (Tales Don't Tell Themselves e Memory and Humanity), che erano stati accolti con una certa freddezza.

## Canzoni

### This Side of Brightness
Si tratta dell'intro all'album, cosa che non era mai apparsa nei precedenti quattro album della band. Nasce dal chitarrista Gavin Burroughs servendo come spunto per la realizzazione della traccia seguente, Old Hymns; poi, una volta completata questa, il gruppo è tornato sull'idea originale e l'ha trasformata nell'intro sia alla canzone, sia al disco in generale.

### Old Hymns
Nata dalla traccia precedente, la giusta direzione per la scrittura della canzone è stata data ai due chitarristi quando il cantante Matt Davies ha comunicato loro di aver scritto un testo che a suo giudizio si adattava bene ad un sound veloce ed aggressivo stile melodic hardcore, rifacendosi a band come As Friends Rust, Rise Against e Propagandhi.

### Aftertaste
La canzone presenta un elemento di innovazione rispetto allo schema tradizionale delle canzoni dei Funeral for a Friend, in quanto è stata scritta su una chitarra a sette corde.

### Spinning Over the Island
È stata l'ultima canzone scritta per l'album ed è stata presentata in anteprima su Noisecreep il 23 gennaio 2011. Matt ha evidenziato come una sezione di questa canzone sia stata ideata appositamente per creare dei circle pit nel pubblico durante i live. Il batterista Ryan Richards ha evidenziato come questa canzone abbia delle analogie con pezzi vecchi come Novella, Escae Artists Never Die o Hospitality, in quanto termina in un modo completamente diverso da come era iniziata, variando spesso melodia. Il tema del testo riguarda la tecnologia, nel senso che, come spiegato da Matt, "la tecnologia è un'ottima cosa, ma ora sta davvero cominciando ad influenzare il modo in cui la gente interagisce anche nel mondo reale", "ad esempio con l'uso delle abbreviazioni e dello slang di Internet come LOL e FML".

### Man Alive
È stata la prima idea che Gavin ha presentato alla band dopo il suo ingresso nel 2008, mettendo subito in chiaro ciò che al gruppo era mancato nei precedenti due dischi, ovvero i riff aggressivi ed accattivanti di chitarra. Il batterista Ryan Richards ha esplicitato un richiamo che la composizione di questa canzone gli ha suscitato di quando lui e Gavin Burroughs erano assieme nel loro precedente gruppo Hondo Maclean. Per quanto riguarda il testo, il cantante Matt Davies ha detto che la canzone "si interroga su se siamo consapevoli di ciò che siamo in quanto esseri umani; c'è altro in questa vita oltre alla routine lavorativa, oppure è l'unica cosa che per cui vive una persona? È uno sguardo alla nostra vera essenza, una volta liberatici dalla barriera di come ci vediamo nella società".

### Owls (Are Watching)
Se Man Alive è stata la prima idea apportata da Burroughs, Owls (Are Watching) è la prima composizione nata per i Funeral for a Friend dal nuovo bassista Richard Boucher; è anche la canzone ultimata più rapidamente di tutte quelle presenti sull'album. Essendo una canzone più "ariosa" e melodica, la band ha posto particolare attenzione al fatto che non finisse per divagare troppo (come alcune canzoni simili nei due album precedenti), perdendo quello che è il marchio di fabbrica del quintetto gallese: la forza e la spinta della canzone.

### Damned If You Do, Dead If You Don't
Altra canzone proveniente dall'EP The Young and Defenceless assieme a Sixteen, come quest'ultima è stata scelta anche per l'album soprattutto per l'ottima reazione da parte dei fan nei live e per il fatto di essere divertente e aggressiva da suonare dal vivo.

### Medicated
Descritta dal batterista Ryan Richards come "la canzone più diversa (dalle altre)" dell'album, è una canzone più lenta e dal ritmo più rilassato, in contrasto con la velocità e l'aggressività delle restanti tracce, pur restando divertente da suonare dal vivo e senza risultare troppo leggera.

### Welcome Home Armageddon
Title track ed ultima canzone dell'album, la canzone incorpora in sé tutte le tematiche ambientali che caratterizzano l'album. Come Sixteen, anch'essa nasce dallo scheletro acustico realizzato da Matt e successivamente riadattato per conformarsi al sound dei Funeral for a Friend. Sin dall'inizio è stata considerata come l'ideale ultima traccia dell'album.

## Tracce
Tutti i testi sono di Matthew Davies-Kreye. Tutte le canzoni sono state scritte e suonate dai Funeral for a Friend.
1. This Side of Brightness – 0:44
2. Old Hymns – 2:32
3. Front Row Seats to the End of the World – 3:30
4. Sixteen – 2:50
5. Aftertaste – 3:37
6. Spinning Over the Island – 5:03
7. Man Alive – 2:49
8. Owls (Are Watching) – 3:32
9. Damned If You Do, Dead If You Don't – 3:29
10. Medicated – 3:36
11. Broken Foundation – 3:29
12. Welcome Home Armageddon – 5:25

Japanese bonus track
1. Breakdown Avenue – 2:44

HMV pre-order exclusive download
1. Streetcar (acoustic version) – 3:43

iTunes bonus tracks
1. Breakdown Avenue – 2:44
2. Symbolism in the Neighbourhood – 3:12

## Formazione

### Band
- Matthew Davies-Kreye - voce
- Kris Coombs-Roberts - chitarra e voce di fondo
- Gavin Burrough - chitarra e voce di fondo
- Ryan Richards - batteria e scream
- Richard Boucher - basso

### Personale aggiuntivo
- Romesh Dodangoda - produzione

## Successo commerciale
Negli Stati Uniti, l'album entra unicamente nella classifica heatseekers (album di band mai entrate nella top 100), al 39º posto. Nel Regno Unito l'album debutta in 33ª posizione, uscendo poi dalla classifica alla seconda settimana, mentre ottiene la seconda posizione nella classifica degli album rock, superato solo da Endgame dei Rise Against. Nella seconda settimana scende al quinto posto, poi all'undicesimo prima di risalire all'ottavo posto alla quarta settimana. Nella classifica degli album scaricati da Internet il disco si assesta all'incirca nella posizione della classifica di vendita, piazzandosi al 35º posto, mentre fra gli album indipendenti ottiene il sesto, scendendo poi in tredicesima posizione la seconda settimana e in 22ª alla terza. Alla quarta settimana risale in 18ª posizione, per poi uscire di classifica. L'album debutta in 37ª posizione nella classifica scozzese.

## Classifiche
| Classifica (2011)          | Posizione | Regno Unito | 33 |
| Regno Unito (download)     | 35        |             |    |
| Regno Unito (independent)  | 6         |             |    |
| Regno Unito (rock & metal) | 2         |             |    |
| Scozia                     | 37        |             |    |
| Stati Uniti (heatseekers)  | 39        |             |    |